# Karolina-Haarnixe
Die Karolina-Haarnixe (Cabomba caroliniana), auch Karolinen-Haarnixe, Grüne Haarnixe oder Grüne Cabomba genannt, ist eine Pflanzenart innerhalb der Familie der Haarnixengewächse (Cabombaceae). Diese im Süßwasser gedeihende Wasserpflanze besitzt in der Neuen Welt ein weites natürliches Verbreitungsgebiet, ist in vielen Ländern der Welt ein Neophyt. Sie wird als Aquarienpflanze verwendet.

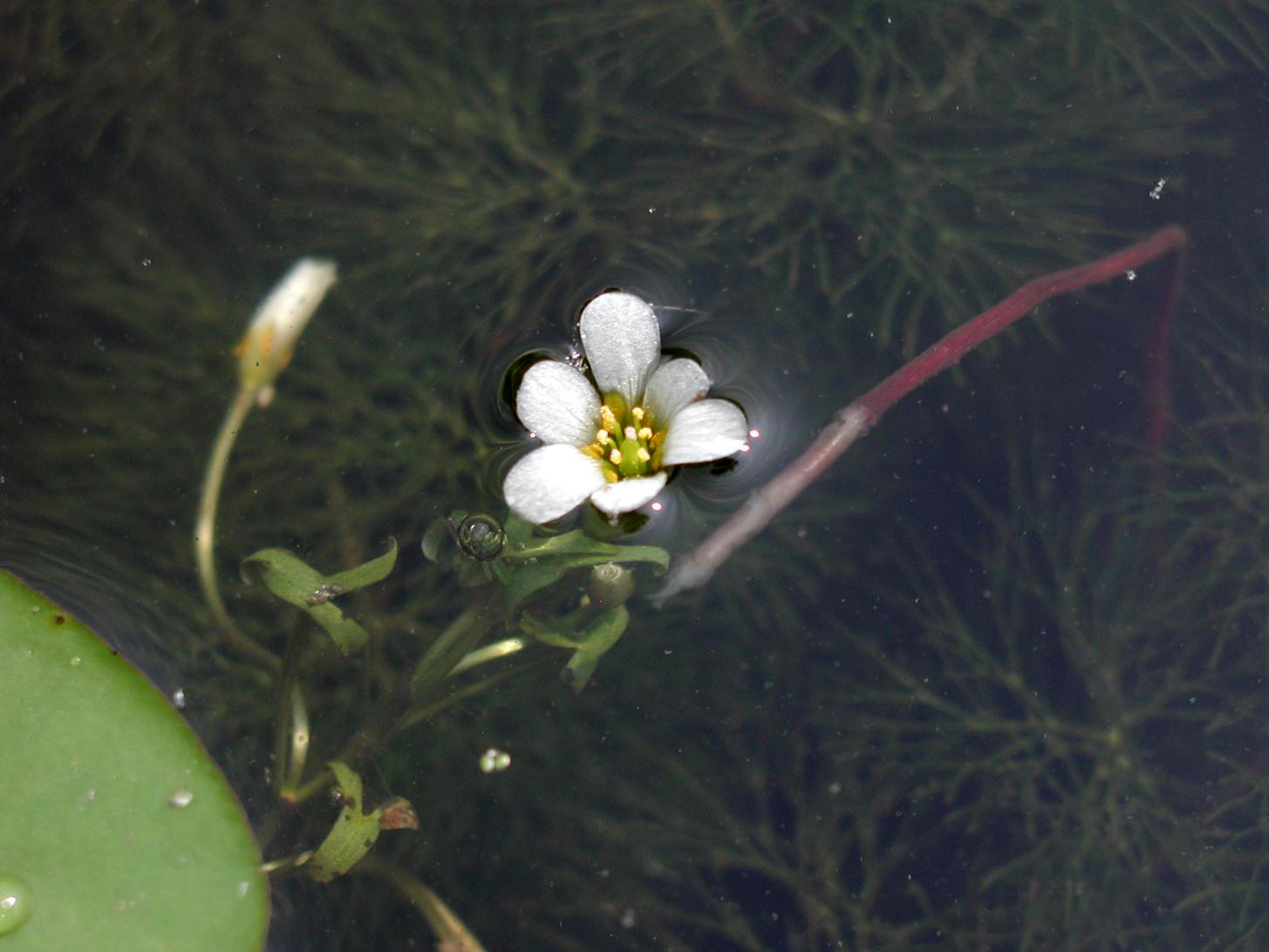
Karolina-Haarnixe (Cabomba caroliniana)

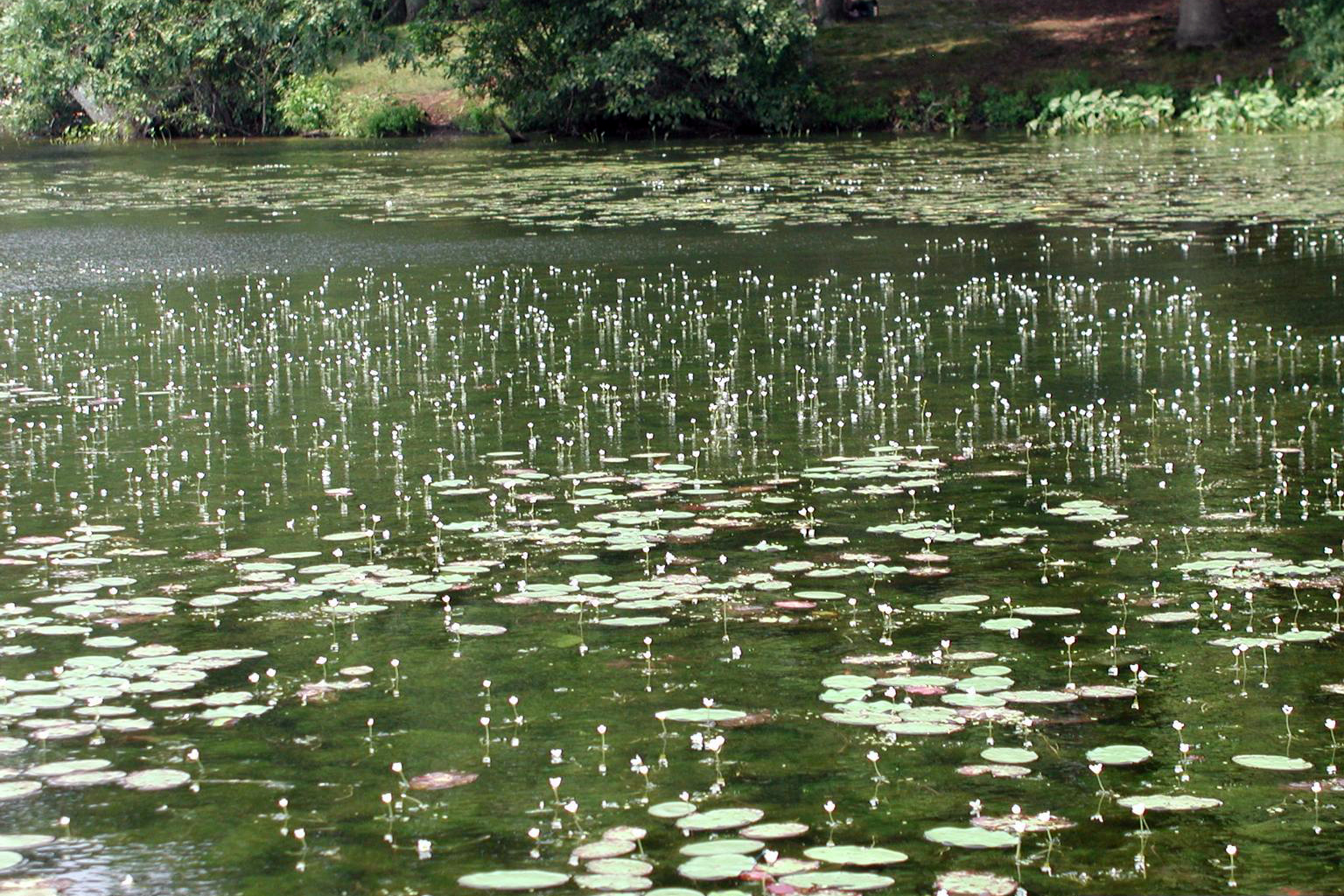
Massenbestand der Karolina-Haarnixe (Cabomba caroliniana)

## Beschreibung und Ökologie

### Erscheinungsbild und Blatt
Die Karolina-Haarnixe ist eine ausdauernde krautige Pflanze. Diese Wasserpflanze lebt vollständig untergetaucht (submers) außer manchmal einigen flutenden Laubblättern und den über die Wasseroberfläche ragenden Blüten. Sie bildet an ihren Rhizomen Faserwurzeln, mit denen sie im Gewässergrund verankert ist. Die vom Gewässergrund bis zur Wasseroberfläche reichenden, 1 bis 2 Meter (bis zu 10 Meter) langen, verzweigten Stängel sind verkahlend und am oberen Bereich rostfarben flaumig behaart. Abgerissene Stängelteile können frei flutend sechs bis acht Wochen überleben. Es erfolgt eine vegetative Vermehrung in der Natur und in Kultur über leicht abbrechende Rhizom- und Stängelstücke.
Bei der Karolina-Haarnixe liegt Heterophyllie vor. Die Laubblätter sind gegenständig oder seltener zu dritt in Quirlen am Stängel angeordnet. Die Unterwasserblätter sind 0,3 bis 1,5 cm oder bis zu 4 cm lang gestielt. Die Blattspreite der Unterwasserblätter ist bei einer Länge von 1 bis 3,5 cm und einer Breite von 1,5 bis 5,5 cm fingerförmig geteilt und besitzen ein fächerartiges Aussehen. Ihre 3 bis 200 Blattsegmente sind bei einer Breite von bis zu 1,8 mm linealisch bis leicht spatelförmig. Die an blühenden Stängelabschnitten gebildeten flutenden Blätter sind 1,5 bis 2 cm lang gestielt und ihre Blattspreite ist bei einer Länge von 0,6 bis 3 cm und einer Breite von 1 bis 4 mm einfach mit glatter oder gekerbter bis pfeilförmiger Spreitenbasis. Es sind keine Nebenblätter vorhanden.

### Blüte
Die Blüten stehen einzeln auf einem kurzen oder langen Blütenstiel. Die auffälligen, zwittrigen Blüten sind radiärsymmetrisch und dreizählig. Die Blütenhülle besitzt einen Durchmesser von 6 bis 15 mm. Die drei kronblattartigen Kelchblätter sind bei einer Länge von 5 bis 12 mm sowie einer Breite von 2 bis 7 mm verkehrt-eiförmig mit stumpfem oberem Ende. Die Farbe der Kelchblätter ist meist weiß mit purpur-getönten Rändern, selten vollkommen purpurfarben oder gelb. Die drei gekielten Kronblätter sind bei einer Länge von 4 bis 12 mm sowie einer Breite von 2 bis 5 mm oval mit breit-stumpfem oder gekerbtem oberem Ende. Die Kronblätter besitzen die gleiche Farbe wie die Kelchblätter, aber sie weisen am unteren Bereich gelbe, nektarenhaltende Öhrchen auf. Die drei bis meist sechs Staubblätter sind 3,5 mm lang. Die zwei bis vier, meist drei freien Fruchtblätter sind 3,5 bis 4 mm lang und kurz flaumig behaart. Die Narben sind kopfig.

### Bestäubung
Der Nektar lockt Zweiflügler (Diptera, beispielsweise in Texas Notiphila cressoni und Hydrellia bilobifera). Die Anthese dauert zwei aufeinanderfolgende Tage. An jedem dieser beiden Tage öffnet sich die Blüte etwa um 10 Uhr und schließt sich etwa um 16 Uhr. Am ersten Tag besitzen die kurzen Staubblätter geschlossene Staubbeutel und die längeren Stempel besitzen bestäubungsfähige Narben, die über die Nektarien reichen. Am zweiten Tag sind die Staubblätter bis auf die Länge der Stempel verlängert und die offenen Staubbeutel befinden sich über den Nektarien. Am zweiten Tag sind im Zentrum der Blüte die Narben zusammengepresst und nicht mehr aufnahmefähig für Pollen. An beiden Tagen werden die Insekten vom Nektar angelockt und die mit Pollen bedeckten Insekten sichern eine Kreuzbestäubung (Allogamie, Fremdbestäubung).

### Frucht und Samen
Die 4 bis 7 mm lange Frucht enthält ein bis drei Samen. Die bei einer Länge von 1,5 bis 3 mm sowie einem Durchmesser von 1 bis 1,5 mm eiförmigen bis länglich-ellipsoiden Samen besitzen Warzen in vier Längsreihen.
Blüten und Früchte werden in China vom Sommer bis Herbst gebildet.

### Chromosomenzahl
Die Chromosomenzahlen liegen bei 2 n = etwa 78 oder etwa 104.

## Vorkommen
Das weite natürliche Verbreitungsgebiet von Cabomba caroliniana umfasst den Osten der Vereinigten Staaten sowie das südöstliche Südamerika. Fundorte für die natürliche Verbreitung werden für den südlichen Bereich der kanadischen Provinz Ontario, für die US-Bundesstaaten Connecticut, Indiana, Massachusetts, südliches Michigan, New Hampshire, New Jersey, New York, Ohio, Pennsylvania, Rhode Island, Illinois, Missouri, Oklahoma, Alabama, Arkansas, District of Columbia, Florida, Georgia, Kentucky, Louisiana, Maryland, Mississippi, North Carolina, South Carolina, Tennessee, Virginia sowie Texas und in Südamerika die brasilianischen Bundesstaaten Mato Grosso, Rio Grande do Sul sowie São Paulo, die argentinischen Provinzen Buenos Aires, Córdoba, Corrientes, Entre Rios, Rio Negro sowie Santa Fe, in Paraguay die Verwaltungsregionen Central sowie Paraguari und Uruguay angegeben.
Cabomba caroliniana übersteht kein Austrocknen ihrer Habitate. Sie gedeiht in permanent seichten Gewässern mit meist weniger als 3, manchmal bis zu 10 Meter Wassertiefe. Cabomba caroliniana ist im schlammigen Gewässergrund verankert. Sie gedeiht am häufigsten in langsam fließenden Gewässern von kleineren Flüssen bis zu Strömen. Aber sie wächst auch in Tümpeln, Teichen, Seen, Stauseen, Wassergräben und Kanälen.
Cabomba caroliniana wurzelt meist im weichen sowie schlammigen Gewässergrund und gedeiht am besten in stark organischen Böden. Seltener wächst sie auf sandigem Gewässergrund. Nach Orgaard (1991) liegt der bevorzugte Wassertemperaturbereich zwischen 13 und 27 °C, wobei aber auch längere Fröste überstanden werden.

### Probleme als invasive Pflanze
In vielen Gebieten der Welt ist Cabomba caroliniana ein Neophyt, Informationen dazu gibt es aus der chinesischen Provinz Jiangsu, aus Japan, aus dem indischen Kerala, aus Sri Lanka, Australien, dem Vereinigten Königreich sowie den US-Bundesstaaten Oregon, Kalifornien und Washington.
Auf dem europäischen Kontinent ist Cabomba caroliniana ein Neophyt in Belgien, Schweden (Nachweis 2001 und 2005), Griechenland, Ungarn und Deutschland. In Deutschland ist die Karolinen-Haarnixe zuerst im Rohrkolbensee im Naturschutzgebiet Teverener Heide in Nordrhein-Westfalen nachgewiesen; der Erstnachweis erfolgte 2006. Auch in Höchstädt wurde sie nachgewiesen.
In der Schweiz wurde sie aufgrund ihres Ausbreitungspotenzials und der Schäden in den Bereichen Biodiversität, Gesundheit bzw. Ökonomie in die Schwarze Liste der invasiven Neophyten aufgenommen.
Beispielsweise in Australien bereitet Cabomba caroliniana als invasive Pflanze Probleme bei der Wasserlagerung und -aufbereitung. Durch ihr schnelles und unkontrolliertes Wachstum verstopft sie Wasserleitungen und -reservoirs. Absterbende Pflanzenmasse und Fäulnis wirkt sich negativ auf die Aufbereitung von Trinkwasser aus. Auch ein negativer Einfluss auf die Tierwelt im nördlichen Queensland wurde verzeichnet.
Cabomba caroliniana ist in die 2016 in die „Liste der unerwünschten Spezies“ für die Europäische Union aufgenommen worden.

## Systematik
Die Erstbeschreibung von Cabomba caroliniana erfolgte 1837 durch Asa Gray in Annals of the Lyceum of Natural History of New York, Volume 4, S. 46–47. Synonyme für Cabomba caroliniana A.Gray sind: Cabomba aquatica DC., Cabomba australis Speg., Cabomba pinnata (Pursh) Schult. & Schult. f.
Von der Art Cabomba caroliniana gibt es drei Varietäten:
- Cabomba caroliniana A.Gray var. caroliniana (Syn.: Cabomba caroliniana var. pulcherrima R.M. Harper, Cabomba pulcherrima (R.M. Harper) Fassett)[9]
- Cabomba caroliniana var. flavida Ørgaard
- Cabomba caroliniana var. paucipartita Ramsh. & Florsch. Sie wird von manchen Autoren auch als Synonym von Cabomba caroliniana var. caroliniana angesehen.[19]

## Verwendung als Aquarienpflanze
Die Karolina-Haarnixe wird in Asien vermehrt und von dort vom Aquaristik-Fachhandel importiert. Sie ist in Aquarien relativ anspruchsvoll. Zum guten Gedeihen mittlere bis hohe Lichtintensität, Wasser weich bis mittelhart.
Die Karolina-Haarnixe benötigt weiches bis mittelhartes Wasser (pH 4 bis 7) und eine Wasserhärte bis 12 °dKH. Die Karolina-Haarnixe wächst am besten bei ausreichender Strömung und Wassertemperaturen von 22 bis 28 °C sowie mittlerer bis hoher Lichtintensität (0,7 W/l nach Brünner, möglichst hoher Rotanteil im Licht nach Barth und Stallknecht). Dauerhaft hohe Temperaturen können zu schlechtem Wachstum führen. Die Vermehrung ist einfach und erfolgt durch Seitensprosse. Von den drei Varietäten wird wohl nur die Varietät Cabomba caroliniana var. caroliniana im Aquaristik-Fachhandel angeboten.